# Hatto I

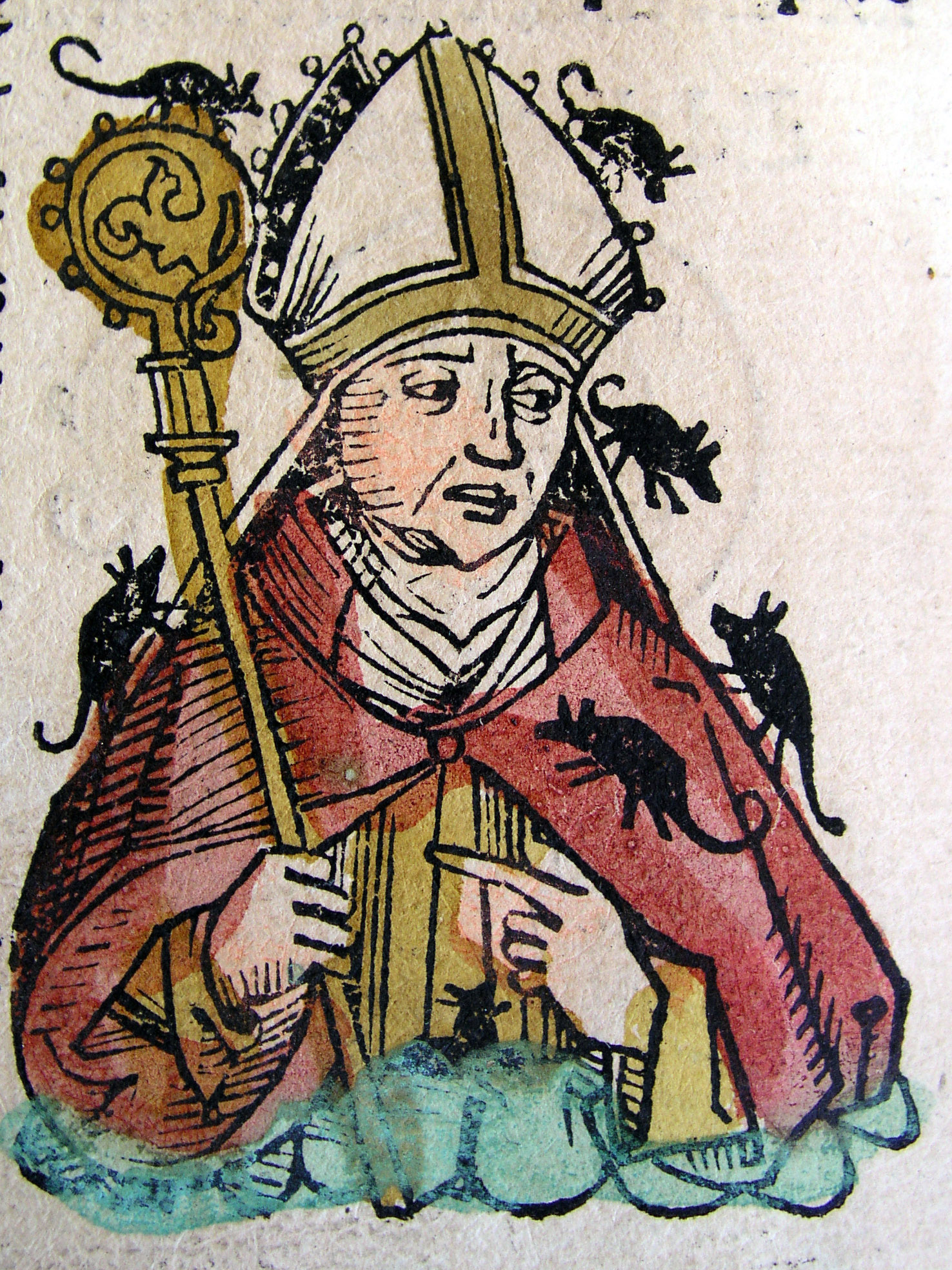
Hatto I in de Kroniek van Neurenberg

Hatto I (circa 850 - 15 mei 913) was aartsbisschop van Mainz. 
Hatto I kreeg waarschijnlijk zijn opleiding in het klooster van Reichenau, waarvan hij in 888 abt werd. Koning Arnulf benoemde hem in 891 tot aartsbisschop van Mainz. Hij vergezelde de koning op diens reizen onder andere naar Italië en de paus. Na het overlijden van Arnulf behartigde hij de belangen van diens zoon, Lodewijk het Kind.
- Gemeinsame Normdatei: 104351713
- Historisch woordenboek van Zwitserland: 012671
- International Standard Name Identifier: 0000 0003 8255 0331
- Library of Congress Control Number: no98130858
- Nationale Bibliotheek van Tsjechië: kup19980000036546
- Nederlandse Thesaurus van Auteursnamen: 369175115
- Système universitaire de documentation: 171159993
- Virtual International Authority File: 264753104
- WorldCat: E39PBJkD9CDxVQyYJPkMhv9bh3